# 1750

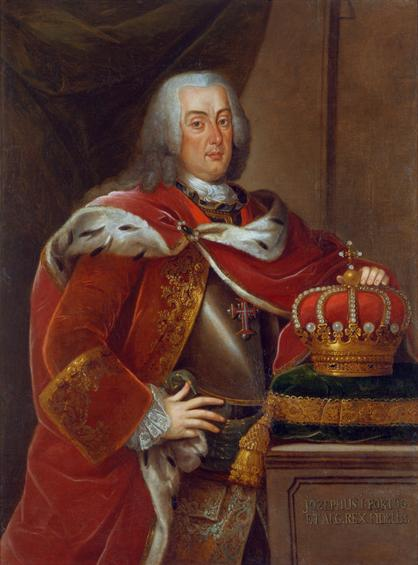
O rei dom José I foi aclamado rei de Portugal em 1750. Retrato de autor desconhecido. Museu Francisco Tavares Proença Júnior, Castelo Branco.

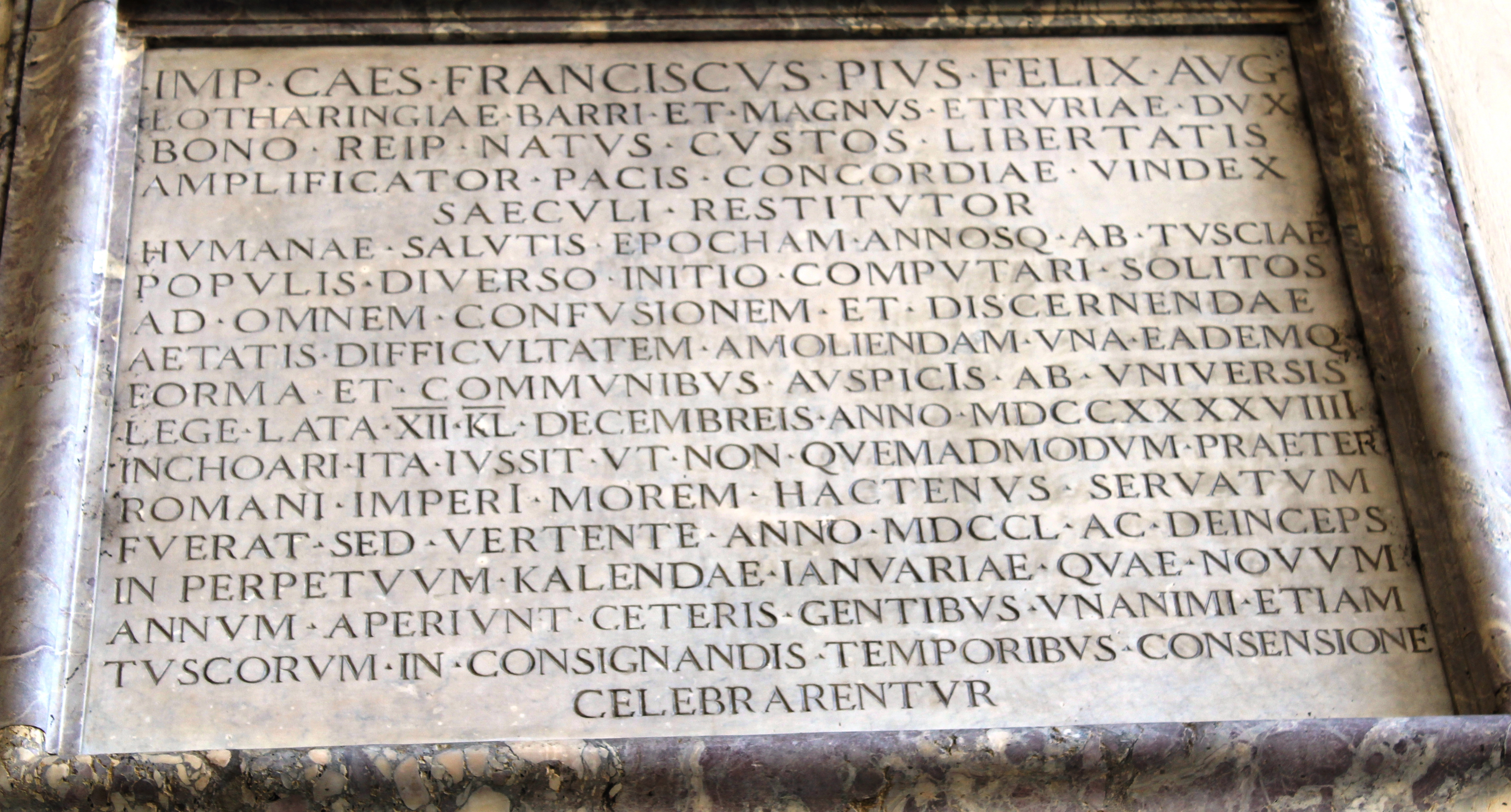
Placa comemorativa da mudança do dia de Ano novo para 1 de janeiro, em 1750. Loggia dei Lanzi, na Piazza della Signoria, em Florença.

- Wikisource

| Calendário gregoriano                                                        | 1750 MDCCL                          |
| Ab urbe condita                                                              | 2503                                |
| Calendário arménio                                                           | 1199 – 1200                         |
| Calendário bahá'í                                                            | -94 – -93                           |
| Calendário budista                                                           | 2294                                |
| Calendário chinês                                                            | 4446 – 4447 Início a 7 de fevereiro |
| Calendário copta                                                             | 1466 – 1467                         |
| Calendário etíope                                                            | 1742 – 1743                         |
| Calendários hindus - Vikram Samvat - Calendário nacional indiano - Cáli Iuga | 1805 – 1806 1671 – 1672 4850 – 4851 |
| Calendário Holoceno                                                          | 11750                               |
| Calendário islâmico                                                          | 1163 – 1164                         |
| Calendário judaico                                                           | 5510 – 5511                         |
| Calendário persa                                                             | 1128 – 1129                         |
| Calendário rúnico                                                            | 2000                                |
| Calendário solar tailandês                                                   | 2293                                |

1750 (MDCCL, na numeração romana)  foi um ano comum do século XVIII do actual Calendário Gregoriano, da Era de Cristo, e a sua letra dominical foi D (53 semanas), teve início a uma quinta-feira e terminou também a uma quinta-feira.
| Ano completo                        |
| ----------------------------------- |
| Ano comum com início à quinta-feira |

## Eventos
- 1 de janeiro - A cidade de Florença passa a celebrar o dia de Ano novo nesta data, em vez da data tradicional de 25 de março,  mudança determinada pelo Duque da Toscânia, Francisco I, Imperador do Sacro Império Romano-Germânico, em 20 de novembro de 1748.
- 13 de Janeiro - É assinado o Tratado de Madrid (1750) entre o rei João V de Portugal e Fernando VI de Espanha, ficando acordado que a Colônia do Sacramento pertenceria a Espanha, enquanto Portugal receberia a área de Sete Povos das Missões, situada em terras do atual Rio Grande do Sul.
- 19 de março - Surgimento da cidade São José, no litoral de Santa Catarina.
- 7 de setembro - José I é aclamado Rei de Portugal e nomeia Sebastião José de Carvalho e Melo Ministro dos Negócios Estrangeiros e da Guerra.
- Voltaire publica Orestes.
- Início da construção do Santuário do Bom Jesus de Matosinhos em Congonhas, Minas Gerais, por Aleijadinho.
- Naufrágio, nos mares dos Açores, da fragata francesa "Andromade", provinda de São Domingo.
- Edificação da Igreja de Nossa Senhora da Conceição, nos Arrifes, ilha de São Miguel, Açores.
- Construção da Ermida de Santa Rita nas Capelas, ilha de São Miguel.
- Término das obras de reconstrução dos Arcos da Lapa, que haviam sido construídos em 1723 para evitar que houvesse roubo de água.[1]

## Nascimentos
- 1 de Maio - Francisco Antônio de Oliveira Lopes, revolucionário da Inconfidência Mineira (m. 1794)
- 13 de Maio - Lorenzo Mascheroni, matemático italiano (m. 1800)
- 6 de Junho - Abade Correia da Serra, um dos fundadores da Academia de Ciências de Lisboa.
- 18 de Setembro - Tomás de Iriarte escritor e crítico de música espanhol (m. 1791)[2].

## Mortes
- 19 de Maio - Marco António de Azevedo Coutinho, o primeiro secretário de Estado dos Negócios Estrangeiros e da Guerra de Portugal.
- 31 de Julho - Rei João V de Portugal. (n. 1689)
- 28 de Julho - Johann Sebastian Bach falece, marcando o fim do Barroco na Música. (n. 1685)

## Por tema
- 1750 no Brasil
- 1750 na ciência